# Calvados (drank)

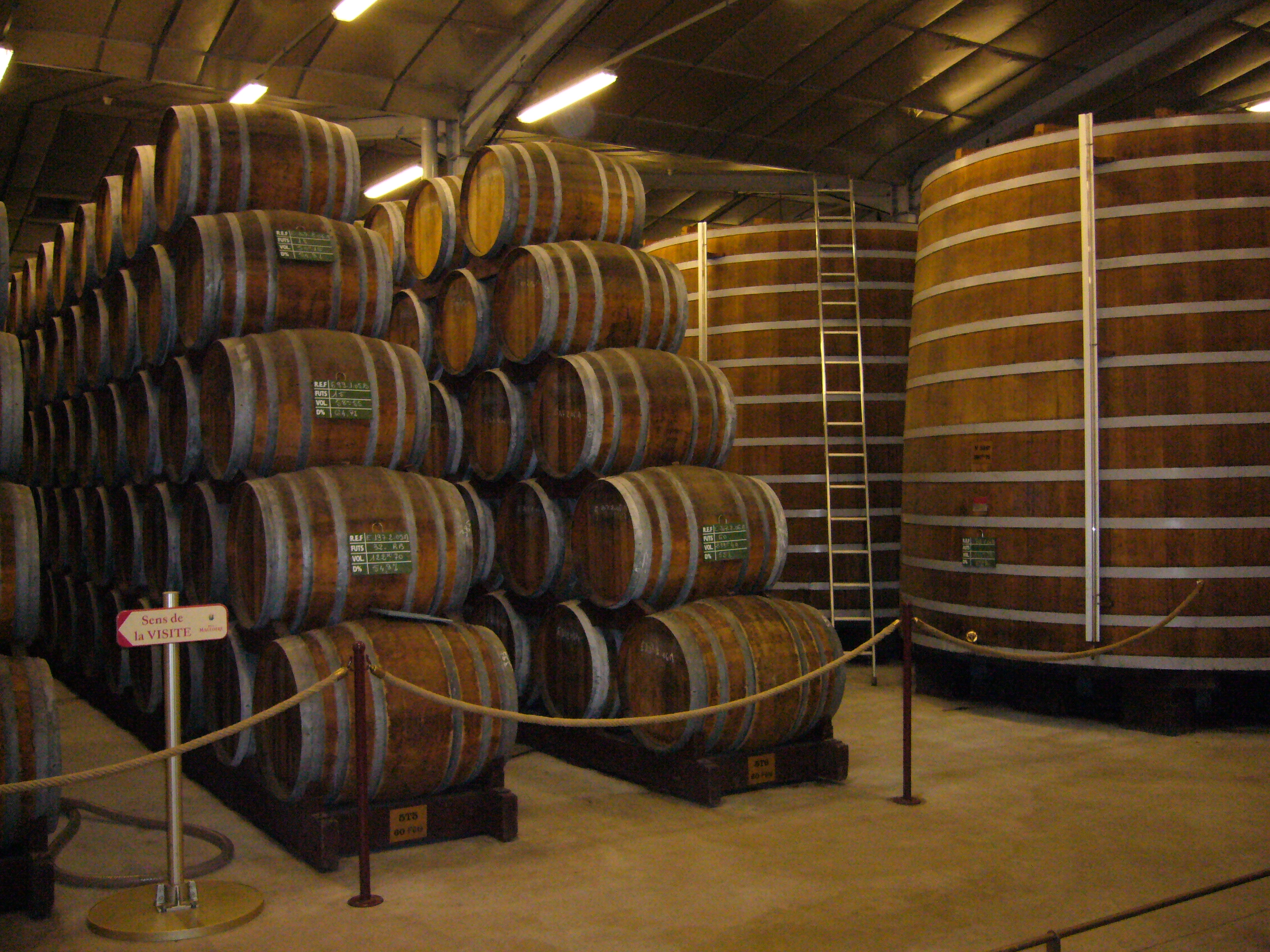
Lagering van het distillaat

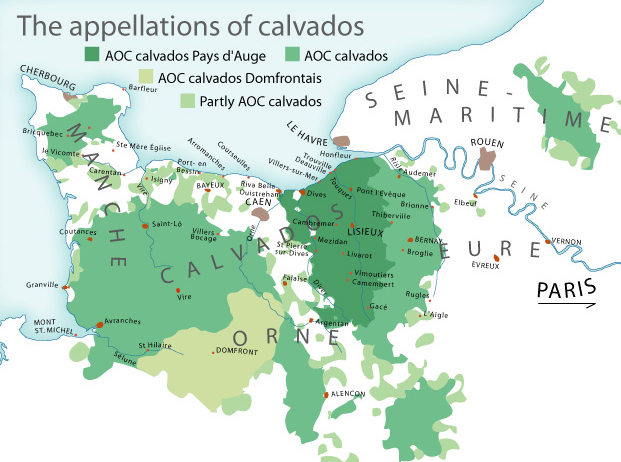
De appellationgebieden van calvados

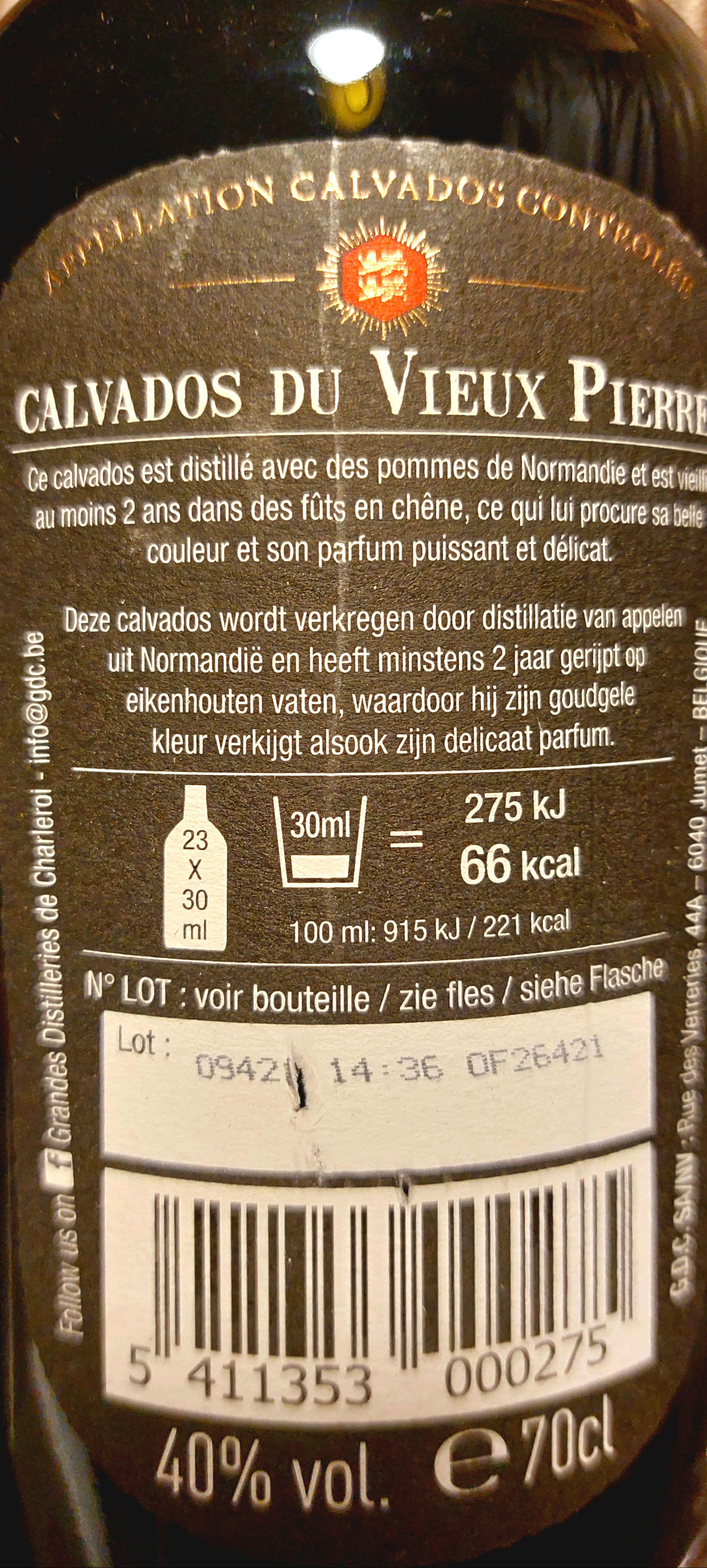
etiket achterop een fles calvados

Calvados is een eau de vie (alcoholpercentage: 40-45%) verkregen door het destilleren van cider. De drank is afkomstig uit het gelijknamige departement (Calvados) in Normandië.

## Bereiding
Voor de bereiding mogen meer dan 200 appelsoorten worden gebruikt en het is niet ongebruikelijk dat een calvados uit meer dan 100 verschillende ciderappels bestaat. De gebruikte appelvariëteiten zijn zoet, pittig of bitter van smaak en een calvadosrecept bestaat altijd uit een mix van deze drie smaken.
Aan de boomgaarden zijn limieten gesteld aan het aantal bomen per hectare, zo mogen er niet meer dan 280 hoge appelbomen staan met een minimale afstand van vijf meter tussen de bomen. Verder gelden maxima voor de hoeveelheid appels die van een hectare geoogst mogen worden. Het fruit wordt geoogst, geplet of geraspt en tot slot geperst. Het is niet toegestaan suiker aan het sap toe te voegen. Het appelsap ondergaat een alcoholische gisting en wordt cider. Voor een liter calvados met een alcoholpercentage van 70% is ongeveer 18 kilogram appels nodig. Na persing en vergisting geeft dit 13 liter cider met 5% alcohol.
De appelcider wordt een- of tweemaal gedestilleerd in koperen ketels, wat resulteert in een destillaat met een alcoholpercentage van 69% tot 72%. Hierna volgt een rijping op eikenhouten vaten. De rijptijd kan variëren van 2 tot soms wel 45 jaar of meer. Tijdens het rijpingsproces verliest het destillaat een deel van zijn alcohol.
Voor de calvados in de fles gaat, wordt het verdund met water om op het gewenste alcoholpercentage van 40% uit te komen. Soms wordt calvados met een kleine hoeveelheid karamel gekleurd, maar niet gezoet, zodat de droge smaak behouden blijft.
Pommeau wordt gemaakt door calvados te mengen met versgeperst, maar nog niet vergiste, sap van appels waardoor het alcoholgehalte uitkomt op 16% à 18%.

## Appellationgebieden
Calvados Pays d'Auge kreeg in 1942 voor het eerst een oorsprongsbenaming (AOC). De regeling werd vereenvoudigd in 1984 en vanaf 1997 zijn er drie geografische afgebakende productiegebieden:
- Calvados: moet gemaakt zijn na enkele of dubbele distillatie van Normandische cider afkomstig uit het grootste deel van Basse-Normandie en Pays de Bray. Calvados maakt ongeveer 70% van de totale productie uit.
- Calvados du Pays d'Auge moet afkomstig zijn na dubbele distillatie van cider uit het Pays d'Auge. Dit is ongeveer 30% van de totale productie.
- Calvados Domfrontais: moet afkomstig zijn van cider waarvan minstens 30% peren van de granietbodems van Domfrontais. Na enkele of dubbele distillatie moet het product minimaal drie jaar rijpen in eikenhouten vaten. Met ongeveer 1% van de totale productie en is daarmee de kleinste categorie. De AOC werd pas in 1997 verkregen.

## Etiket
Het etiket geeft ten minste informatie over het gebied waar de calvados vandaan komt en onder welke "Appellation contrôlée" het valt. Verder staat het alcoholpercentage, hiervoor geldt een minimum van 40%, de inhoud van de fles en de namen van de producent en distributeur vermeld.
De calvados is een mix van diverse jaren om de gewenste en consistente samenstelling te krijgen. De leeftijd die op de fles wordt vermeld is van de jongste calvados die is gebruikt. In uitzonderlijke gevallen is er "Vintage Calvados", dan is de calvados afkomstig uit een jaar. In de fles stopt de ontwikkeling van de calvados.
Er zijn diverse aanduidingen voor de leeftijd van de calvados, deze is niet verplicht op het etiket, en de volgende worden gebruikt:
- VS (Very Special) of drie sterren of drie appels: minimale rijptijd twee jaar (is ook het minimum);
- Réserve of Vieux, ten minste drie jaar in eikenhouten vat;
- VO (Very Old), VSOP (Very Superior Old Pale) of Vieille Réserve, idem maar dan 4 jaar en
- Hors d'Age, XO, Très Vieille Réserve, Très Vieux, Extra of Napoléon, idem 6 jaar en meer.

## Afzet
In 2022 werden 4,2 miljoen flessen calvados verkocht. Frankrijk is veruit de belangrijkste afzetmarkt en hier werd 45% van het totaal geconsumeerd en iets meer dan de helft in het buitenland. De AOC Calvados was met een aandeel van 70% in het totaal verkochte volume de grootste categorie. De jongste Calvados, met een verblijf van 2 à 3 jaar in de eikenhouten vaten, was het meest populair en maakte 62% van de verkochte hoeveelheid uit. Calvados XO, met een rijping van zes jaar en meer, had een aandeel van 15% in het totaal.

## Trivia
- Commissaris Maigret uit de boeken van Georges Simenon was een bekend liefhebber van calvados.
- Ook Martin Beck, de Zweedse politie-rechercheur uit de verhalen van Sjöwall & Wahlöö (gespeeld door Peter Haber) is een groot liefhebber van calvados.

## Naslagwerk
- (en)  Mattsson, Henrik The World's Premier Apple Brandy: Tasting, Facts and Travel (2004) ISBN 916315546X